# Релейна защита
Релейната защита е комплекс от автоматични устройства, предназначени за бързо (при повреди) откриване и отделяне (изключване) от електроенергийната система на повредените елементи на тази електроенергийна система в аварийни ситуации с цел да се осигури нормалната работа на цялата система. Релейната защита е основен вид електрическа автоматика, без която е невъзможна нормалната работа на енергосистемите.
Действията на средствата за релейна защита са организирани по принципа на непрекъсната оценка на техническото състояние на отделните контролирани елементи на електроенергийните системи.
Релейната защита осъществява непрекъснат контрол върху състоянието на всички елементи на електроенергийните системи и реагира при възникването на повреди и ненормални режими. При възникването на повреди релейната защита трябва да открие повредения участък и да го изключи от системата, като въздейства на специални високоволтови силови прекъсвачи, предназначени да прекъснат токовете на повредата (тока на късото съединение). От особено значение за правилната настройка на релейната защита е големината и посоката на протичане на мощността в участъка с повреда. Съвременните устройства за защита могат да се изпълняват по схеми, включващи програмируеми микроконтролери

## Диференциална защита
Диференциалната защита представлява надежден метод за защита на генератори, трансформатори, шини и други електрически съоръжения от електрически повреди, възникващи в самото съоръжение. Токовете преди и след генератора на една от фазите се сравняват и при нормални обстоятелства или при повреда извън генератора тока {\displaystyle I_{1}=I_{2}}. Следователно през вторичните намотки на двата токови трансформатора протичат еднакви токове, а през токовото реле не протича ток. При повреда вътре в генератора тези два тока стават с различни стойности и протича ток през релето.
За простота е показана защита само на една фаза (Фиг. 1). В практиката обикновено се защитават трите фази.
Принципът е същият както, ако повредата възникне на шинната система, релето се задейства и защитата сработва.

## Непълна диференциална защита
Недостатък на обикновените диференциални защити е това, че токовите трансформатори трябва да бъдат идентични, в противен случай ще има протичащ ток през токовото реле при повреда извън защитаваната зона. Възможно е сработването дори и при нормални обстоятелства. Чувствителността спрямо диференциалния ток, вследствие на грешки, предизвикани от различните токови трансформатори, се намалява благодарение на непълни (процентни) диференциални релета.
В тези защити токът от всеки един токов трансформатор тече през „ограничителни бобини“. Целта е да се предотврати нежелателно сработване на токовото реле. Токът на бобината на релето енеобходим за сработването на релето {\displaystyle \mid i_{1}-i_{2}\mid } e процент от средния ток през ограничителните бобини.
Той е: {\displaystyle \mid i_{1}-i_{2}\mid \geq k\mid {\frac {i_{1}+i_{2}}{2}}\mid =k\mid i_{average}\mid }, където {\displaystyle k} е съотношение между тока на бобината на релето и тока на ограничителната бобина.
Например: ако {\displaystyle k=0.1}, токът на сработване на релето трябва да е повече от 10% от средния ток на ограничителните бобини.